# فيليب تانر
فيليب تانر (بالإنجليزية: Phillip Tanner)‏ هو لاعب كرة قدم أمريكية أمريكي، ولد في 8 أغسطس 1988 في دالاس في الولايات المتحدة.

## وصلات خارجية
- فيليب تانر على موقع الاتحاد الدولي لألعاب القوى (الإنجليزية)
- فيليب تانر على موقع مرجع كرة القدم المحترفة.كوم (الإنجليزية)